# Departamento de Colón
Colón es un departamento de Honduras. Su cabecera departamental es Trujillo. El municipio más poblado es Tocoa.

## Historia
El origen de su nombre, fue a partir del hecho histórico que fue la primera tierra firme de Centroamérica pisada por el almirante Cristóbal Colón, en cuya memoria lleva su nombre.

Cristóbal Colón llegó al Cabo Honduras ubicado en este departamento en 1502

Cuando se hizo la primera división política territorial de 1825, Colón formaba parte de Yoro, hasta 1881, que con una parte de Yoro y la Mosquitia se formó un nuevo departamento. Con el objeto de organizar de una manera conveniente, la autoridad superior nombró una comisión para que recorriera y estudiara detenidamente a Mosquitia, esta comisión manifestó, que para ser gobernada, debía dividirse en tres Distritos,
1. Desde la margen derecha del Río Aguán, hasta la izquierda del Río Negro o Tinto, cabecera en Iriona,
2. Desde la margen derecha del Río Negro, hasta la izquierda del Butuco, cabecera en La Criba.
3. Desde la margen derecha del Butuco hasta el Cabo de Gracias a Dios, Cabecera en Caratasca. En cada uno habría un Gobernador; cuyas funciones serían las mismas de un Alcalde.

Fundado como Departamento el 19 de diciembre de 1891 por la administración del Presidente Ponciano Leiva, tiene como cabecera departamental a La ciudad de Trujillo. Se encuentra situado en el sector septentrional del país y presenta al norte un extenso litoral abierto al mar Caribe. Su territorio está cruzado por varios ríos, entre ellos el Seco y El Paulaya.
Colón es un departamento localizado en el norte de Honduras. Su cabecera departamental es Trujillo, fue creado el 19 de diciembre en 1881 y dividido en 1859.
Su economía se basa especialmente en la agricultura, como el café, algodón y bananas, cuenta con diez municipios.

## Geografía
El departamento está ubicado en la parte septentrional del país. Limita al norte con el Mar Caribe o de las Antillas, al sur con los departamentos de Olancho y Yoro, al este con el departamento de Gracias a Dios y al oeste con el departamento de Atlántida. Su extensión territorial es 8,249 km² y su cabecera departamental es Trujillo.
Su composición montañosa la conforman la cordillera de La Esperanza, que sirve de límites entre este departamento y Olancho; la sierra de Agalta, que se divide en dos ramales: uno con el nombre de Sierra de Río Tinto y otra con el nombre Sierra Punta Piedra; la cordillera Nombre de Dios, con estribaciones hasta terminar en los picos de Capiro y Calentura en la ciudad de Trujillo; Sierra de Waraska, se enlaza con la de Agalta. En el departamento se hallan el río Aguán o Romano, que riega los valles de Sonaguera, Tocoa, Santa Rosa de Aguán y Limón; el río Tinto o Negro; río Patuca y río Segovia. En Trujillo hay ríos afluentes del Aguán y otros ríos pequeños que riegan los demás municipios del departamento.

## División administrativa
| Municipios del departamento de Colón       | Municipios del departamento de Colón | Municipios del departamento de Colón | Municipios del departamento de Colón |
| ------------------------------------------ | ------------------------------------ | ------------------------------------ | ------------------------------------ |
| División administrativa de Colón, Honduras |                                      |                                      |                                      |
| n.º                                        | Municipio                            | Cabecera                             | Población (2020)                     |
| 1                                          | Trujillo                             | Trujillo                             | 67 878                               |
| 2                                          | Balfate                              | Balfate                              | 13 462                               |
| 3                                          | Iriona                               | Iriona                               | 22 455                               |
| 4                                          | Limón                                | Limón                                | 16 087                               |
| 5                                          | Sabá                                 | Sabá                                 | 32 686                               |
| 6                                          | Santa Fe                             | Santa Fe                             | 5330                                 |
| 7                                          | Santa Rosa de Aguán                  | Santa Rosa de Aguán                  | 5611                                 |
| 8                                          | Sonaguera                            | Sonaguera                            | 46 568                               |
| 9                                          | Tocoa                                | Tocoa                                | 105 295                              |
| 10                                         | Bonito Oriental                      | Bonito Oriental                      | 29 991                               |

## Diputados
El departamento de Colón tiene una representación de 4 diputados en el Congreso Nacional de Honduras.
| Diputado        | Partido                |
| --------------- | ---------------------- |
| Dairi Ávila     | Libertad y Refundación |
| Pablo Soto      | Libertad y Refundación |
| Ariana Banegas  | Partido Nacional       |
| Tibdeo Elencoff | Partido Liberal        |